# Matthieu Lelièvre
Pour les articles homonymes, voir Lelièvre.
Matthieu Lelièvre est un historien de l'art et commissaire d'exposition français, spécialiste de l'art contemporain né en 1978. Depuis 2018, Matthieu Lelièvre est conseiller artistique puis directeur des collections du Musée d'Art contemporain de Lyon et a été co-curateur avec le Palais de Tokyo de la 15e Biennale d'Art Contemporain de Lyon.

## Formation
Matthieu Lelièvre est diplômé en histoire de l'art, en histoire et en conservation-restauration de l'art contemporain. Il a effectué une partie de ses études à l'Ecole du Louvre en suivant la spécialisation sur l'histoire de la peinture, école française avec l'enseignement de Nicolas Sainte-Fare-Garnot, Hervé Oursel et Arnauld Brejon de Lavergnée, jusqu'au diplôme d'études supérieures en muséologie de l'Ecole du Louvre. Il y exercera pendant six ans la charge de Travaux-dirigés en histoire de la peinture, de l'iconographie et des techniques de la peinture tandis qu'il poursuit des études d'histoire à l'Université Paris-Est Créteil Val-de-Marne (UPEC). Il entre ensuite à l'Institut national du patrimoine, département des restaurateurs du patrimoine, où il se spécialise dans les problématiques de conservation et restauration de l'art contemporain, soutenant un mémoire de recherche portant sur l'oeuvre de Victor Vasarely, et collaborant avec le laboratoire de la Cité de la Musique à Paris et la Fondation Vasarely à Aix-en-Provence.

## Carrière
Après avoir travaillé plusieurs années à Berlin en tant que commissaire indépendant, collaborant avec plusieurs galeries et musées (Mars, Hamish Morrison Galerie, KunstBüroBerlin, Berlinishe Galerie), il devient responsable du Cabinet des Arts Graphiques du Musée des Arts décoratifs (Paris).
Ses collaborations avec les scènes artistiques émergentes, à travers le commissariat d'exposition (Galerie Laurent Müller) et la participation à des jurys (notamment le Salon de Montrouge et Les Amis de l'École nationale supérieure des beaux-arts de Paris) le conduisent à s'occuper des jeunes artistes et de programmation d'expositions à la Galerie Thaddaeus Ropac.
Depuis 2016, il collabore avec le Musée des Beaux-Arts d'Orléans sur plusieurs expositions d'art contemporain qui consacre à plusieurs artistes leur première exposition monographique institutionnelle en dialogue avec les collections du musée.
En 2019, il rejoint l'équipe des curators du Palais de Tokyo afin d'assurer le co-commissariat de la 15ème Biennale d'art contemporain de Lyon, "Là où les eaux se mêlent".
Il accompagne depuis 2018 le Musée d'Art contemporain de Lyon en tant que conseiller artistique aux côtés d'Isabelle Bertolotti, directrice afin de développer différents programmes d'expositions pour la jeune scène contemporaine et les relations internationales du musée. Il réalise à cette occasion plusieurs expositions institutionnelles monographiques pour des artistes au travail engagé dans des problématiques sociétales dont l'artiste brésilien Maxwell Alexandre ou le dessinateur Edi Dubien.
En novembre 2020 le conseil municipal de la ville de Lyon le désigne avec Bénédicte Alliot et Patrizia Sandretto Re Rebaudengo au Conseil d'administration de l'École nationale supérieure des beaux-arts de Lyon, en tant que personnalité qualifiée, puis de vice-président.

## Expositions (sélection)
- 2025 : Forms that Fly, Sélection d’artistes internationaux dans les collections françaises, Musée d’Art Contemporain de Skopje, Macédoine du Nord[9]
- 2025 : Univers Programmés, Musée d'art contemporain de Lyon, Lyon[10]
- 2024 : Aesthetic(s) of Encounter(s), 60e Salon d'Octobre, (Biennale de Belgrade), co-commissaire : Maja Kolaric, Belgrade, Serbie[11]
- 2023 : Rebecca Ackroyd, Shutter speed (Vitesse d'obturation), Musée d'art contemporain de Lyon, Lyon[12]
- 2023 : Incarnations, le corps dans les collections, Acte 1 & 2, Musée d'art contemporain de Lyon, Lyon[13],[14]
- 2023 : Jesper Just, INTERFEARS, Musée d'art contemporain de Lyon, Lyon[15]
- 2023 : Maxwell Alexandre. Novo Poder : Pasabilidad, La Casa Encendida, Madrid[16]
- 2023 : Jasmina Cibic, STAGECRAFT, Musée d'art contemporain de Lyon, Lyon[17]
- 2022 : Mary Sibande : La Ventrilogue Rouge, Musée d'art contemporain de Lyon, Lyon[18]
- 2022 : Thameur Mejri (Jusqu'à ce que s'effondrent mes veines (Etats d'urgence), musée d'art contemporain de Lyon, Lyon[19]
- 2021 : States of Exception, exposition monographique institutionnelle de Thameur Mejri, Fondation_Kamel_Lazaar (Art Station B7L9, Fondation Kamel Lazaar)[20].
- 2020 : L'homme aux mille natures, première exposition monographique muséale d'Edi Dubien, Musée d'Art contemporain de Lyon (MAC Lyon).
- 2020 : Essaïda-Carthage, exposition personnelle de Malek Gnaoui, Galerie Selma Feriani, Sidi Bou Saïd, Tunisie[21]
- 2020 : Comme un parfum d'aventure, co-commissaire : Marilou Laneuville, Musée d'Art contemporain de Lyon (MAC Lyon)[22].
- 2019 : Et In Arcadia, Ugo Schiavi, Musée des Beaux-Arts d’Orléans[23],[24].
- 2019 : Là où les Eaux se mêlent, 15e Biennale d'art contemporain de Lyon, co-commissariat avec l'équipe des curators du Palais de Tokyo, Lyon[4].
- 2019 : Storytelling, Musée d'Art contemporain de Lyon (MAC Lyon)
- 2019 : Regarder, Respirer, Tal Isaac Hadad, Musée d'Art contemporain de Lyon (MAC Lyon)
- 2019 : Pardo é Papel, Maxwell Alexandre, Musée d'Art contemporain de Lyon (MAC Lyon)[25]
- 2019 : Direction artistique d’un projet d’exposition pour l’ENSAD, La Villette, Paris[26]
- 2017 : Point Triple de la Matière, Fondation Fiminco, Romainville[27]
- 2017 : La Forme de son corps avec l’exces de sable (solo show de Romain Kronenberg), Galerie Laurence Bernard, Geneve (co-commissaire : Audrey Teichmann)
- 2016 : Impossible Façon, Claire Adelfang, Musée des Beaux-Arts d’Orléans[28]
- 2016 : SAGAS, (co-commissaire : Andrea Ponsini) Hangar H18, Bruxelles (Willem Boel, Magdalena Sawika, Klavs Loris)
- 2016 : Adieu Tristesse – Pauline Lavogez, Galerie Laurent Mueller, Paris
- 2016 : La Pendule sans Cadran – Clara Saracho de Almeida, Galerie Laurent Mueller, Paris
- 2016 : Fitz – Alexandre Silberstein, Galerie Laurent Mueller, Paris[29]
- 2015 : Le Hameau de la Reine, Claire Adelfang, Galerie Thaddaeus Ropac, Paris
- 2015 : Piece Dérivée, Nick Oberthaler, Galerie Thaddaeus Ropac, Paris
- 2015 : Deconstructing Sound, Oliver Beer, (co-curated with K. Osaka), Asakusa, Tokyo
- 2014 : Rabbit Hole, Oliver Beer, Musée d'Art contemporain de Lyon (MAC Lyon)
- 2014 : Ecrans, Claire Adelfang, Galerie Thaddaeus Ropac, Salzburg
- 2014 : Home (very) sweet Home, Art and Design at the Galerie Thaddaeus Ropac, (co-commissaire : Alexandra Midal), Pantin[30],[31].
- 2014 : Diabolus in Musica, Oliver Beer, Galerie Thaddaeus Ropac, Pantin[32].
- 2013 : Tony Cragg, selection of drawings, Galerie Thaddaeus Ropac, Paris
- 2013 : Composition for Hearing an Architectural Space, Oliver Beer, Galerie Thaddaeus Ropac, Pantin
- 2012 : Jason Martin, Selection of drawings and paintings, Galerie Thaddaeus Ropac, Paris
- 2010 : Crayons et Passementerie, Dessins de Charles-Germain de Saint-Aubin, Musée des Arts décoratifs (Paris)
- 2010 : Nouvel Accrochage de dessins pour la Galerie Jean Dubuffet, Musée des Arts décoratifs (Paris)
- 2009 : VideoAbend, selection de videos de la jeune scène française, KunstBueroBerlin, Berlin
- 2009 : Light, AJAR Projekt, Berlin (co-curated au sein de l’AJAR Project)

## Jurys (sélection)
- 2018 : Prix de Paris, Ecole nationale supérieure des Beaux-Arts de Lyon[33]
- 2017 (depuis) : Jury pour des « 1% artistiques » dont la Sorbonne Nouvelle, Paris et des programmes publics en Seine-Saint-Denis
- 2017 : Biennale de la jeune Création Européenne (2013-2017), président du jury en 2017
- 2016 (depuis) : membre du comité de sélection du Salon de Montrouge
- 2016 – 2017 : Membre du Groupe d'Acquisition pour l'Art Contemporain, MNAM
- 2017 : La Convocation, prix destiné aux étudiants en écoles d'art
- 2016 : Rapporteur pour le Prix Prat (Plaidoirie remportée pour Janis Avotins)
- 2017 : Jury pour la Biennale de la Jeune Création, Houilles
- 2015 : Prix Rhone-Alpes Jeune Création
- 2013 (depuis) : Prix de l'Association des Amis des Beaux-Arts de Paris